# Róka-regény
A Róka-regény (franciául: Roman de Renart) ófrancia (román) nyelven írt, állatmesékből kialakult, egymáshoz lazán kapcsolódó történetekből álló, könnyed stílusú elbeszélő költemény, a középkori városi irodalom terméke.
Négy nagy állatregény maradt fenn, melyek főhőse és címadója a róka (Renard). Ezek összesen közel százezer, páros rímelésű nyolc szótagú verssorból állnak. 	
A „regény” (roman) megnevezésen itt nem a modern prózai irodalmi művet értjük. A „Roman eredetileg csak latin eredetiből román (ófrancia) nyelvre fordított művet jelentett. Később általában a párosan rímelő nyolcasokban, franciául szerzett elbeszéléseket jelölték vele.”

## A középkori állatregény
Az előkelő udvari köröknek szóló fennkölt hangú hősi énekek, lovagregények, legendák mellett a középkori francia irodalom másik „vonulata” valóságosabb, földközelibb. Mulattató és szatirikus célzattal készült verses művek sokaságából áll, melyek elsősorban a városi néphez szóltak, eleven stílusuk annak ízléséhez alkalmazkodott. Ennek a szatirikus irodalomnak az egyik, állatmesékből kialakult műfaja a 12. században elterjedt állatregény (vagy állateposz). Az állatmesék részben ókori minták (Ezopusz állatmeséi), részben korabeli latin nyelvű művek, részben a nép körében élő folklór alapján keletkeztek.
Az állatregény hősei többnyire ugyanazok az állatok; személynevet viselnek, állati és emberi tulajdonságokkal bírnak: a ravasz és többnyire diadalmas róka (Renard), az erős, de korlátolt farkas (Isengrin), a nehézkes medve (Brun vagy Bruno), a haragos, de szelíd oroszlán (Noble), a szamár (Bernard), a macska (Tibert), a kakas (Chanteclerc), stb. A szereplők a társadalom allegorikus figurái is: az oroszlán a királyi hatalmat, a farkas és a róka a királyi udvar környezetét, a róka a lázadó és becstelenségre is hajlamos városi polgárt személyesíti meg (az első Róka-regényben), és így tovább.

### Róka-regény
Négy nagy állatregény maradt fenn, melyek főhőse és címadója is a róka (Renard). Bennük a különféle állattörténetek, epizódok laza egységbe szerveződő elbeszélés-füzéreket, ún. „ágak”-at (branche) alkotnak. Az első és legnépszerűbb Róka-regény (Roman de Renart) összesen 27 ilyen „ág”-ból áll. Az első tizenhét ág 1170 és 1205 között keletkezett, a többi tíz pedig a 13. század első felében. Szerzőik többsége ismeretlen. Az első ágak szerzője egy bizonyos Pierre de Saint-Cloud, rajta kívül további két szerző neve ismert.
A Róka-regény változatos színvonalú és tartalmú epizódokból összeálló, terjedelmes elbeszélő költemény. A lazán összefüggő történetek középpontjában a ravasz róka (Renart) és ellenlábasa, a durva és együgyű farkas (Isengrin) között dúló „harc” áll. A mű számos mulatságos mesét tartalmaz. Ilyen pl. a róka és a holló jól ismert története; a paraszt szekerére csellel feljutó és a rakományt megdézsmáló róka kalandja; a becsapott farkas, aki a róka tanácsára a farkával próbál halászni a jeges tóban, míg az teljesen befagy, stb. A regény leghíresebb meséje „A Róka elítélése” (Jugement de Renard) című epizód. Az oroszlán (Noble) törvénynapot tart, ahol megjelennek az állatok és felsorolják a róka bűneit, aki azonban nincs jelen. A kakas vezetésével érkező tyúkok elpanaszolják, hogy a róka ismét megölte egyik társnőjüket. Az oroszlán hívatja a rókát, de az érte küldött állatokat a róka tőrbecsalja. Végül bűnbánást színlelve megjelenik, kegyelmet kap, majd megígéri, hogy bűnei vezekléseként elzarándokol a Szentföldre. Ígéretét természetesen nem tartja be. Ez a rész a feudális „bíráskodás” szatírája, maga a regény pedig a lovagi hősi ének műfajának paródiája is.
A 13. században, a középkori udvari kultúra virágzása idején „a Róka-regény, mintegy ellenpólusként, a vaskos népi humort magasztalja: a courtoisie-vel, az udvari szellemmel szemben a később híressé váló gall szellemet, a gauloiserie-t szólaltatja meg.”

### További Róka-regények
Később további három Róka-regény (vagy Róka-eposz) készült: „A Róka megkoronázása” (Le couronnement de Renart), „Új Róka” (Renart le Nouvel) és „Átalakított Róka” (Renart contrefait). Ezek színvonala gyengébb: a szórakoztató jelleg egyre inkább átadja helyét az éles szatírának; korabeli politikai utalások és támadások, tudálékos fejtegetések teszik nehézkessé a megértést. A négy állatregény összesen közel százezer, páros rímelésű nyolc szótagú verssorból áll. Az utolsó önmagában is kb. negyvenegyezer sor.
A Rózsa-regény Európa-szerte népszerű olvasmány volt. A legelső részeket egy elzászi költő, Heinrich der Glichesaere (Heinrich der Gleißner) már 1180 körül középkori német nyelvre fordította, illetve részben átdolgozta. Később, a 13. században flamand nyelvű változata is született.